# Скобец, Евгений Моисеевич
Евгений Моисеевич Скобец (укр. Євген Мусійович Скобець, 1906, с. Матвеевка, Гурьевская вол., Херсонский у., Херсонская губ. — 1980, Киев) — украинский советский учёный-химик, специалист в области неорганической и аналитической химии.

## Биография
В 1929 году окончил институт народного образования в Николаеве. Работал в Киевском сельскохозяйственном институте и Украинской сельскохозяйственной академии, с 1952 года — профессор.

## Научные работы
Свыше 120 печатных трудов по электрохимическому методу анализа, во основном по полярографии.
Автор книг, изданных в Киеве на русском языке:
- «Производная полярография» (1963) — в соавторстве с Верой Дмитриевной Скобец.[2]
- «Полярография на твёрдых электродах» (1970) — в соавторстве с Юрием Константиновичем Делимарским.[3]